# Мігель Ернандес
Мігель Ернандес Хілаберт (ісп. Miguel Hernández Gilabert; 30 жовтня 1910 — Аліканте, 28 березня 1942) — видатний іспанський поет і драматург XX століття. Належав до так званого «Покоління 36-го року» (хоча деякі дослідники, зокрема Дамасо Алонсо, відносять Ернандеса до «Покоління 27-го року», до якого належали такі митці, як Федеріко Гарсія Лорка, Хорхе Гільєн, Рафаель Альберті та інші)

## Біографія
Мігель Ернандес народився в містечку Оріуела (провінція Аліканте) 30 жовтня 1910 року. Він був третім із шести дітей та другим хлопчиком у сім'ї Мігеля Ернандеса Санчеса та Консепсьйон Хілаберт. Батько майбутнього поета займався вирощуванням кіз, а також усіма силами намагався підвищити свій соціальний статус. Мати ж його була дуже хворобливою жінкою, страждала на хронічний бронхіт, а тому дуже часто не вставала з ліжка.
Мігель-молодший із самого свого дитинства пас кіз. З 1915 по 1925 роки він ходив у початкову, а потім і середню школу. Згодом батько вирішив його звідти забрати, вважаючи, що синові слід приділяти більше уваги сімейній справі. Пасучи стада кіз, Мігель Ернандес відкриває для себе захопливий світ книги, починає писати свої перші вірші. Улюбленими авторами поета, серед інших, були Габріель Міро, Поль Верлен, Вергілій, Мігель де Сервантес, Педро Кальдерон, Лопе де Вега, а особливо Луїс де Гонгора.
1931 року двадцятирічний Мігель Ернандес отримує свою першу і єдину літературну премію за вірш Пісня Валенсії (Canto a Valencia). 1933 року виходить його перша збірка Знавець місяця (Perito en lunas). Після цього він осідає в Мадриді, де знайомиться і починає дружити з майбутніми нобелівськими лауреатами Вісенте Алейксандре і Пабло Нерудою.
Під час Громадянської війни в Іспанії Мігель Ернандес опиняється на боці республіканців. Бере участь у кількох боях, принагідно встигаючи одружитися 1937 року. Того ж таки 1937-го він разом із делегацією республіканців відвідує СРСР. Серед міст, які відвідав поет, був і український Харків, якому присвячено вірш Місто-фабрика (La Fábrica ciudad). Цього ж року помирає первісток Ернандеса Мануель Рамон.
1939 року, після поразки республіканців у Громадянській війни, намагається втекти з країни, проте йому це не вдається. Потрапивши до рук режиму Франко, його засуджують до смертної кари, проте під тиском громадськості вирок пом'якшують до 30 років тюремного ув'язнення. Утім через три роки, 28 березня 1942 року, поет помирає у в'язниці від туберкульозу.
23 вересня 2010 року з нагоди сторіччя від дня народження Мігеля Ернандеса у Харкові на вул. Сумській 44/2 було відкрито меморіальну дошку на його честь.

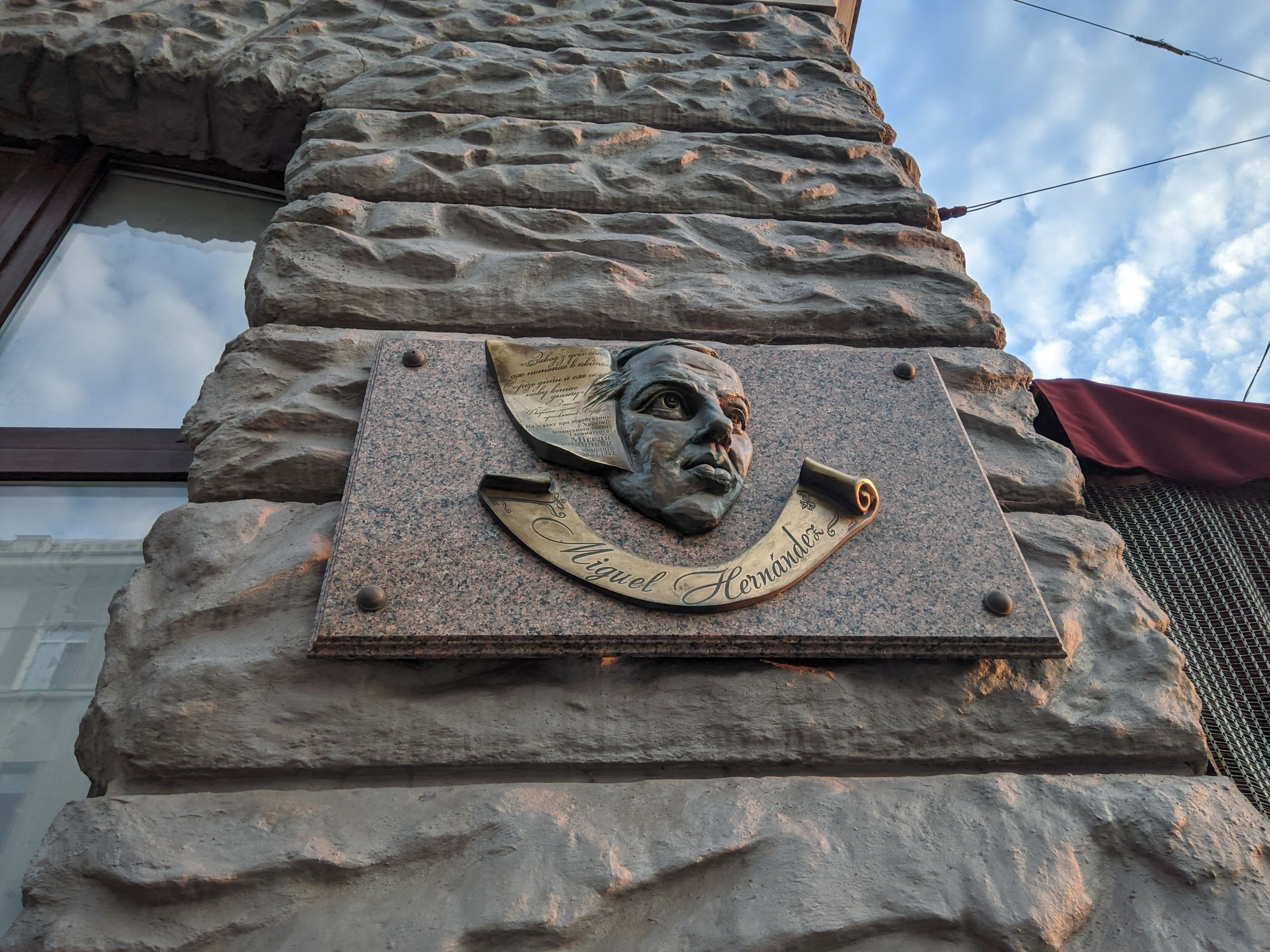
Меморіальна дошка на будинку у Харкові

## Творчий доробок
До творчого доробку Мігеля Ернандеса належать такі віршові збірки:
- Perito en lunas/ Знавець місяця (1933)
- El rayo que no cesa/ Промінь, що не згасає (1936)
- Viento del pueblo/ Вітер народу (1937)
- El hombre acecha/ Людина пильнує (1939,
- Cancionero y romancero de ausencias (1938–1941)/ Кансьйонеро і романсеро розлук (1938–1941)

Також він є автором кількох драматичних і прозових творів.